# Carabus castanopterus
Carabus castanopterus is een keversoort uit de familie van de loopkevers (Carabidae). De wetenschappelijke naam van de soort is voor het eerst geldig gepubliceerd in 1833 door A. & J.B. Villa.